# Candice Breitz
Candice Breitz (sinh năm 1972 tại Johannesburg) là một nghệ sĩ người Nam Phi, người hoạt động chủ yếu trong lĩnh vực video và nhiếp ảnh. Cô đã giành được một giải thưởng Hoàng tử Pierre de Monaco năm 2007. Công việc của cô thường được đặc trưng bởi sự đa kênh chuyển cài đặt hình ảnh, với một tập trung vào các "nền kinh tế chú ý" của phương tiện truyền thông hiện đại và văn hóa , thường đại diện trong xử lý song song của việc xác định với các nhân vật hư cấu và các nhân vật nổi tiếng và sự thờ ơ lan rộng đến toàn cầu các vấn đề. Năm 2017, cô được chọn đại diện Nam Phi tại Venice Biennale.

## Đời sống
Cô hiện đang sống ở Berlin, và là giáo sư tại trường Đại học Nghệ thuật Braunschweig từ năm 2007. Breitz sử dụng các cảnh quay video được tìm thấy, video lấy từ văn hóa phổ biến. Candice Breitz đượcWhite Cube (London), Kaufmann Repetto (Milan) và Goodman Gallery (Johannesburg + Cape Town) đại diện. Breitz có bằng của Đại học Witwatersrand, Đại học Chicago và Đại học Columbia.

## Tác phẩm
Bản cài đặt bảy kênh năm 2016 của cô, Love Story, chia sẻ những câu chuyện cá nhân của sáu cá nhân đã trốn khỏi đất nước của họ để đối phó với một loạt các điều kiện áp bức: Sarah Ezzat Mardini, người đã thoát khỏi Syria bị chiến tranh tàn phá; José Maria João, một cựu quân nhân nhí đến từ Angola; Mamy Maloba Langa, một người sống sót từ Cộng hòa Dân chủ Congo; Shabeena Francis Saveri, một nhà hoạt động chuyển giới từ Ấn Độ; Luis Ernesto Nava Molero, một nhà bất đồng chính trị từ Venezuela; và Farah Abdi Mohamed, một người vô thần lý tưởng trẻ tuổi từ Somalia.